# Quicala Bari
Algassimo Quicala Bari (Bisáu, 18 de enero de 2002), conocido deportivamente como Quicala Bari, es un futbolista hispano-guineano que juega como extremo en el Real Avilés Industrial de Segunda Federación.

## Trayectoria
Nacido en Bisáu, Guinea-Bisáu, Bari llegó a Bilbao en 2017 procedente de Portugal para vivir con un familiar que llevaba varios años en la capital vizcaína. En 2018 se incorporó al Barakaldo CF juvenil, donde pasó una temporada. En 2019 se marchó al Santutxu FC, donde coincidió con Malcom Adu Ares y jugó dos campañas.
Su siguiente destino fue el CD San Ignacio, segundo filial del Deportivo Alavés, al que llegó en 2021. En enero de 2022 fue cedido al CD Derio de la División de Honor de Vizcaya, donde logró seis goles y cinco asistencias. En julio de 2022 firmó por el Club Portugalete de Tercera Federación, donde jugó 14 partidos y anotó un gol.
En enero de 2023 firmó por el Athletic Club para jugar en el Bilbao Athletic de Primera Federación.Un año más tarde se marchó al Rayo Cantabria.